# Нижний Карачан
Ни́жний Карача́н — село в Грибановском районе Воронежской области.
Административный центр Нижнекарачанского сельского поселения.

## Население
| 1859 | 1897  | 2010  |
| ---- | ----- | ----- |
| 3273 | ↗6044 | ↘1908 |

## Улицы
| - ул. Берегового, - ул. Будённого, - пер. Бурденко, - ул. Ворошилова, - ул. Гагарина, - ул. Гражданская, - ул. Заливная, - ул. Калинина, - ул. Карла Маркса, - ул. Кирова, - ул. Колхозная, - ул. Кольцова, | - ул. Комарова, - ул. Коммунистическая, - ул. Кошевого, - ул. Красная, - ул. Крым, - ул. Ленинская, - ул. Лермонтова, - ул. Лесная, - ул. Ломоносова, - ул. Луговая, - пер. Луч, - ул. М. Горького, | - пер. Матросова, - ул. Мичурина, - ул. Набережная, - ул. Народная, - ул. Неделина, - ул. Некрасова, - ул. Никитина, - ул. Октябрьская, - ул. Плехановская, - ул. Победа, - ул. Приовражная, - ул. Пушкина, | - ул. Республиканская, - ул. Садовая, - ул. Свердлова, - ул. Светлая, - ул. Свободы, - ул. Северная, - ул. Северный Кавказ, - ул. Советская, - пер. Толстого, - ул. Фрунзе, - ул. Чкалова. |